# Sân bay Ust-Maya
Sân bay Ust-Maya (IATA: UMS, ICAO: UEMU) là một sân bay ở Ust-Maya, Cộng hòa Sakha, Nga.

## Hãng hàng không và điểm đến
| Hãng hàng không | Các điểm đến |
| --------------- | ------------ |
| Polar Airlines  | Yakutsk      |

## Thống kê
Nguồn: